# Жак Мізес
Жак Мізес (нім. Jacques Mieses; 27 лютого 1865, Лейпциг — 23 лютого 1954, Лондон) — англійський, раніше німецький, шахіст, гросмейстер (1950), міжнародний арбітр (1951), шаховий літератор.
Від 1882 року проживав у Берліні. 1938 року був змушений залишити Німеччину через те, що був євреєм. Емігрував до Великої Британії, де після війни отримав британське громадянство.
Учасник близько 60-и турнірів, зіграв понад 20 матчів. На честь нього названо один з шахових дебютів.

## Спортивні результати
| Рік  | Турнір                                                                      | + | - | = | Результат | Місце |
| ---- | --------------------------------------------------------------------------- | - | - | - | --------- | ----- |
| 1887 | Франкфурт-на-Майні, 5-й конгрес Німецького шахового союзу (побічний турнір) |   |   |   |           | 3     |
| 1889 | Бреслау, 6-й конгрес Німецького шахового союзу                              | 8 | 4 | 5 | 10½ з 17  | 3     |
| 1892 | Дрезден, 7-й конгрес Німецького шахового союзу                              | 4 | 8 | 4 | 6 з 16    | 14-15 |
| 1893 | Кіль, 8-й конгрес Німецького шахового союзу                                 | 1 | 4 | 3 | 2½ з 8    | 7     |
| 1894 | Матч проти Вальбродта                                                       | 5 | 5 | 3 | 6½ з 13   |       |
|      | Лейпциг, 9-й конгрес Німецького шахового союзу                              | 7 | 7 | 3 | 8½ з 17   | 10    |
| 1895 | Матч проти Ж. Таубенгауза                                                   | 2 | 1 | 2 | 3 з 5     |       |
|      | Матч проти Д. Яновського                                                    | 6 | 6 | 2 | 7 з 14    |       |
| 1896 | Відень                                                                      |   |   |   |           | 3-4   |
| 1897 | Матч проти Г. Каро                                                          | 4 | 3 | 3 | 5½ з 10   |       |
| 1900 | Париж                                                                       |   |   |   |           | 7-8   |
| 1901 | Монте-Карло                                                                 |   |   |   |           | 6     |
| 1902 | Ганновер, 13-й конгрес Німецького шахового союзу                            |   |   |   |           | 4     |
| 1904 | Кобург, 14-й конгрес Німецького шахового союзу                              | 3 | 2 | 7 | 6½ з 12   | 6     |
| 1905 | Матч проти П. Леонгардта                                                    | 5 | 1 | 1 | 5½ з 7    |       |
| 1906 | Стокгольм                                                                   |   |   |   |           | 3     |
| 1907 | Остенде, турнір майстрів                                                    |   |   |   |           | 3-4   |
|      | Відень                                                                      |   |   |   |           | 1     |
| 1908 | Дюссельдорф, 16-й конгрес Німецького шахового союзу                         |   |   |   |           | 5     |
| 1909 | Матч проти К. Шлехтера                                                      | 2 | 0 | 1 | 2½ з 3    |       |
| 1912 | Бреслау, 18-й конгрес Німецького шахового союзу                             | 5 | 5 | 7 | 8½ з 17   | 8-11  |
| 1920 | Гетеборг                                                                    |   |   |   |           | 4-7   |
| 1923 | Ліверпуль                                                                   |   |   |   |           | 1     |
| 1927 | Лондон, 1-а Олімпіада (2-а шахівниця)                                       | 5 | 4 | 6 | 8 з 15    |       |
| 1948 | Стокгольм, міжнародний турнір                                               |   |   |   |           | 3-5   |

## Книги німецькою
- «Hundert lehrreiche Stellungen aus Schachmeisterpartien von J. Mieses», 1918, Лейпциг.
- «Moderne Endspielstudien von J. Mieses», 1919, Лейпциг.
- «Das Blindspielen», 1918, Лейпциг.
- «Schach. Kurze Einführung in seine Regeln und Feinheiten», Лейпциг.
- «I. und II. Internationales Schach-Turnier zu San Sebastian 1911 und 1912», у співавторстві з M. Lewitt.